# Вокала (Северна Каролина)
Вокала (енгл. Wakulla) насељено је место без административног статуса у америчкој савезној држави Северна Каролина.

## Демографија
По попису из 2010. године број становника је 105.
| Група             | 2000.    | 2010.    |
| Белци             | 0 (0,0%) | 9 (8,6%) |
| Афроамериканци    | 0 (0,0%) | 1 (1,0%) |
| Азијати           | 0 (0,0%) | 0 (0,0%) |
| Хиспаноамериканци | 0 (0,0%) | 4 (3,8%) |
| Укупно            | 0        | 105      |